# Aspergillus floriformis
Aspergillus floriformis är en svampart som beskrevs av Samson & Mouch. 1975. Aspergillus floriformis ingår i släktet Aspergillus och familjen Trichocomaceae.   Inga underarter finns listade i Catalogue of Life.